# Малките понита: Момичета от Екуестрия
Малките понита: Момичета от Екуестрия е американски анимационен филм от 2013 година на Hasbro studios. В САЩ филмът излиза в кината на 16 юни. Базиран е по анимационния сериал Малкото Пони: Приятелството е Магия.

## Сюжет
Действията във филма се развиват след случките в последния епизод на третия сезон на сериала. След като Сумрачна искрица вече е принцеса, тя е поканена в Кристалната империя, за да обсъдят някои неща с принцесите. Обаче на първата ѝ нощ там, се промъква Сънсет Шимър (бивша ученичка на принцеса Селестия) и открадва короната на Сумрачна искрица, избягвайки после в едно огледало, което всъщност е портал към един друг свят. Сега задачата на Сумрачна искрица е да отиде в този свят, за да намери Сънсет Шимър и да си върне короната. Обаче, когато отива, тя вижда, че нейният асистент Спайк се превърнал в куче, а самата тя се е превърнала в човек. И докато успее да измисли план как да си върне короната, тя се запознава с няколко момичета, които много ѝ напомнят за нейните приятели от Екуестрия.

## Героите
Туайлайт Спаркъл е най-новата принцеса на Екуестрия. Отивайки в света на хората, тя не знае нито каква е станала, нито какво да прави.
Директор Селестия е човешката версия на принцеса Селестия. Тя е изключително мила.
Заместник-директор Луна е човешката версия на принцеса Луна. Сестра на директор Селестия.
Сънсет Шимър е светло кехлибарен еднорог със синьо-зелени очи и жълта-и-червена грива и опашка, и е бивша ученичка на принцеса Селестия. Сега тя живее в човешкия свят.
Флътършай, Рейнбоу Даш, Рарити, Апълджак, Пинки Пай (човешките версии) са 5 момичета от човешкия свят, които много напомнят на Сумрачна Искрица за старите ѝ приятели.
Флаш Сентри е светло кехлибарен пегас със сини очи и бодлива, сапфирено синя грива и опашка, който е нов член на кралските стражи. Сумрачна Искрица среща човешката му версия и танцува на бала с него. После, когато Сумрачна Искрица се връща, от човешкия свят и без да иска се блъска в него, другите веднага разбират, че тя е влюбена в него, въпреки че тя отричаше.